# سفارت ایالات متحده آمریکا در کانبرا
سفارت ایالات متحده آمریکا در کانبرا (به انگلیسی: Embassy of the United States) یک منطقهٔ مسکونی و نمایندگی سیاسی ایالات متحده آمریکا در استرالیا است که در کانبرا واقع شده‌است.